# 大新镇 (新邵县)
大新镇是湖南省新邵县下辖的一个镇，地处新邵西北边陲，全乡土地面积138平方公里，耕地面积1.65万亩，其中水田0.9万亩，多为梯田，林业用地占全乡面积的72%，现辖42个行政村、250个自然村，总人口3.65万人。

## 行政区划
桥头溪乡下辖以下地区：
林场村、磨石溪村、长扶村、栗滩村、龙顶村、邓东村、新坪村、跳石边村、塘溪村、大西村、大东村、高山村、上南村、中南村、下南村、岱山村、大禾村、磁溪村、双泉村、刘家排村、大坪岭村、横柏村、炮竹村、青龙界村、申家塘村、塘湾村、詹家村、烟竹坪村、连溪山村、复兴村、油麻田村、大央村、龙口溪村、曹溪村、大坪溪村、板竹山村、袁家岭村、镰子湾村、椽树丫村、三门滩村、田冲村和烟竹凼村。